# Prosta historia (singel)
Prosta historia - debiutancki singel grupy Bisquit, nawiązujący do filmu Davida Lyncha o tym samym tytule. Ukazał się w 2006 roku wydany przez Kayax. Był zapowiedzią pierwszego albumu zespołu pt. Inny smak. Do piosenki powstał teledysk. Utwór dotarł do 36. miejsca Listy Przebojów Programu Trzeciego.

## Spis utworów
1. Prosta historia – album edit 4:23
2. Prosta historia – radio edit 3:41